# Monin-Obuchow-Theorie
Die Monin-Obuchow-Theorie oder Monin-Obukhov-Theorie beschreibt den Zusammenhang zwischen den Gradienten von Wind und Temperatur und den turbulenten Flüssen in der bodennahen Grenzschicht der Atmosphäre. Sie basiert auf dem Buckinghamschen Π-Theorem d. h. der Annahme, dass sich in einem komplexen nicht-linearen System dimensionslose Gleichungen herleiten lassen, die das System universell beschreiben. Dazu müssen Zustandsgrößen gefunden werden, die das System hinreichend beschreiben.
Die Turbulenz in der bodennahen Grenzschicht wird im Wesentlichen durch die turbulenten Flüsse von Impuls {\displaystyle \tau } und thermischer Energie {\displaystyle H} bestimmt und beeinflusst den Verlauf von Windgeschwindigkeit {\displaystyle u} und potentieller Temperatur {\displaystyle \theta } mit der Höhe.
Aus {\displaystyle \tau } und {\displaystyle H} lassen sich Skalierungsgrößen für Windgeschwindigkeit und Temperatur konstruieren:
{\displaystyle {\begin{aligned}u_{*}&={\sqrt {-\tau /\rho }}\\\theta _{*}&={\frac {-H}{\rho c_{P}u_{*}}}\end{aligned}}}
Dabei ist {\displaystyle u_{*}} die Schubspannungsgeschwindigkeit,
{\displaystyle \rho } die Dichte der Luft,
und {\displaystyle c_{P}} die Wärmekapazität der Luft bei konstantem Druck.
Mit diesen Skalierungsgrößen lässt sich die Höhenabhängigkeit der vertikalen Gradienten über dimensionslose Funktionen {\displaystyle \phi _{M},\phi _{H}} darstellen,
die gemäß dem Π-Theorem universell gültig sein sollten:
{\displaystyle {\begin{aligned}{\frac {du}{dz}}\cdot {\frac {\kappa z}{u_{*}}}&=\phi _{M}(z/L_{*})\\{\frac {d\theta }{dz}}\cdot {\frac {\kappa z}{\theta _{*}}}&=\phi _{H}(z/L_{*})\end{aligned}}}
mit
{\displaystyle z} der Vertikalkoordinate (Höhe über dem Boden),
{\displaystyle \kappa } der von-Karman-Konstanten aus dem Logarithmischen Windprofil,
und {\displaystyle L_{*}} der Monin-Obukhov Länge.
Diese lässt sich wiederum aus {\displaystyle u_{*}} und {\displaystyle \theta _{*}} berechnen:
{\displaystyle L_{*}={\frac {\overline {\theta }}{\kappa g}}\cdot {\frac {u_{*}^{2}}{\theta _{*}}}}
mit {\displaystyle g} der Erdbeschleunigung
und {\displaystyle {\overline {\theta }}} der mittleren potentiellen Temperatur in der bodennahen Schicht.
Die Theorie wurde 1947 von A. S. Monin und A. M. Obukhov allein auf theoretischer Basis hergeleitet.
Als es Anfang der 1970er Jahre möglich wurde, turbulente Flüsse mit hinreichender Genauigkeit zu messen, wurden erste Versuche unternommen, die Funktionen {\displaystyle \phi _{M}} und {\displaystyle \phi _{H}} zu bestimmen (Dyer and Bradley 1970, Businger et al. 1971).
Die Theorie wird heutzutage in nahezu allen meteorologischen Vorhersagemodellen verwendet, um den Austausch von Impuls, Wärme und Wasserdampf zwischen Oberfläche und Atmosphäre zu beschreiben.